# Кидонийская и Апокоронская митрополия
Кидони́йская и Апокоро́нская митропо́лия (греч. Ιερά Μητρόπολις Κυδωνίας και Αποκορώνου) — епархия полуавтономной Критской православной церкви в составе Константинопольского патриархата на территории части нома Ханья.
Епархия Кидонии в составе Гортинской митрополии существовала уже в 325 году.
В 826 году, после захвата Крита арабами, епархия была упразднена.
В 961 году епархия была восстановлена. В XII веке после разрушения Кидонии кафедра Кидонийской епархии была перенесена в деревню Агия. В 1210 году Кидония перешла к венецианцам. Православная епархия в Айе в 1211 году была занята католическим епископом и называлась Агиенской (лат. Agiensis).
Кидонийская епархия была восстановлена в 1645 году при турецкой власти.
В 1831 году к епархии присоединена Кисамская епархия, и она получает сдвоенное название — Кидонийская и Кисамская.
В 1860 епархия Кисамская епархия была восстановлена, после чего Кидонийская епархия переименовывается в Кидонийскую и Апокоронскую.
В 1962 году становится митрополией.

## Епископы
- Кидоний (упом. 343)
- Сивон (упом. 458)
- Никита (упом. 692)
- Мелитон (упом. 787)
- Порфирий I (упом. 1061)
- Дионисий (до 1679)
- Каллиник I (упом. 1684)
- Геннадий (упом. 1685)
- Порфирий II (? — август 1699)
- Арсений (август 1699—1705)
- Ефрем (1705/1706 — ?)
- Даниил (? — 1 июля 1714)
- Макарий
- Иоасаф (упом. 1777)
- Мартиниан (? — март 1780)
- Герасим (март 1780 — 30 января 1815)
- Каллиник II (Сарпакис) (3 апреля 1815—1822)
- Артемий (3 апреля 1831—1846)
- Каллист (Финтакидис) (23 июня 1846 — 15 мая 1858)
- Мисаил (Мармаракис-Иоаннидис) (январь 1859 — 18 апреля 1869)
- Гавриил (Григоракис) (29 июня 1869 — 4 сентября 1880)
- Иерофей (Праудакис) (25 марта 1881 — 20 декабря 1882)
- Никифор I (Захариадис) (апрель 1887 — апрель 1912)
- Агафангел I (Николакис) (23 мая 1912 — 7 июня 1935)
- Агафангел II (Ксирухакис) (1 марта 1936 — 24 февраля 1958)
- Никифор II (Сидзанакис) (29 марта 1959 — 27 июня 1974)
  - Тит (Силлигардакис), митрополит Ретимнийский и Авлопотамский, в/у (1974—1975)
- Ириней (Афанасиадис) (23 февраля 1975 — 30 августа 2006)
- Дамаскин (Папаяннакис) (18 ноября 2006 — 8 апреля 2025)